# Stadhouderskade 91
Stadhouderskade 91 is een woon/winkelhuis,  dat gelegen is aan de Stadhouderskade, de zuidoever van de Singelgracht in Amsterdam-Zuid, De Pijp.
Het gebouw is los van de belendingen gebouwd. Het.is gebouwd in een eclectische bouwstijl, waarvan er aan de Stadhouderskade dertien in een dozijn staan. Architectonische variatie zit in de twee pilasters en de witte raamgang in het midden. Dit gebouw, waarvan de architect vooralsnog onbekend is, diende al vrij vroeg tot winkel. Al in 1894 liet de firma Rootmeijer Verlichting de winkel uitgebreid verbouwing. De begane grond is in 2015 deels uitgevoerd in roze marmer, het is onbekend van wanneer dat materiaal stamt (in 1982 was die nog niet zichtbaar). 
Daarnaast zijn als gebruikers van het gebouw bekend Th. Hunck (handel in kachels), een vertegenwoordiger in Hæmatogen (een vermeend rustgevend middel bestaande uit een mengeling van runderbloed en alcohol), Palmer Cord Tyre (bandenspeciaalzaak) en J v.d. Eynden, een technisch handelbureau. In 2015 is er een zonnebankcentrum gevestigd op de begane grond. 
Oost ·
160 ·
158 ·
157 ·
156 ·
155 ·
151-154 ·
149-150 ·
145-146 ·
142-144 ·
140-141 ·
137-139 ·
135-136 ·
130-134 ·
129 ·
128 ·
125-127 ·
123-124 ·
116-122 ·
115 ·
110-113 ·
100-101 ·
97 ·
95-96 ·
93-94 ·
92 ·
91 ·
89-90 ·
87-88 ·
86 ·
85 ·
84 ·
82-83 ·
78-79 ·
77 ·
Heineken Brouwerij ·
74 ·
72-73 ·
69-70 ·
68 ·
67 ·
65-66 ·
64 ·
62-63 ·
60-60a ·
58-59 ·
56-57 ·
Willemshuis ·
Van Nispenhuis ·
Kapel van Sint Josephs Gezellen-Vereeniging ·
54 ·
52-53 ·
47-49 ·
Carel Willinkplantsoen ·
Polderhuis ·
Ruysdaelkade 2-4 ·
Judith Leysterbrug ·
42 (Rijksmuseum) ·
40-41 ·
31-35 ·
30 ·
29 ·
Park Centraal Amsterdam ·
Stedemaagd (Vondelpark) ·
Byzantium ·
Koepelkerk ·
12 (Marriott) ·
Persilhuis ·
7 ·
5 ·
3 ·
1 ·
West